# Volcán de Yagrumito

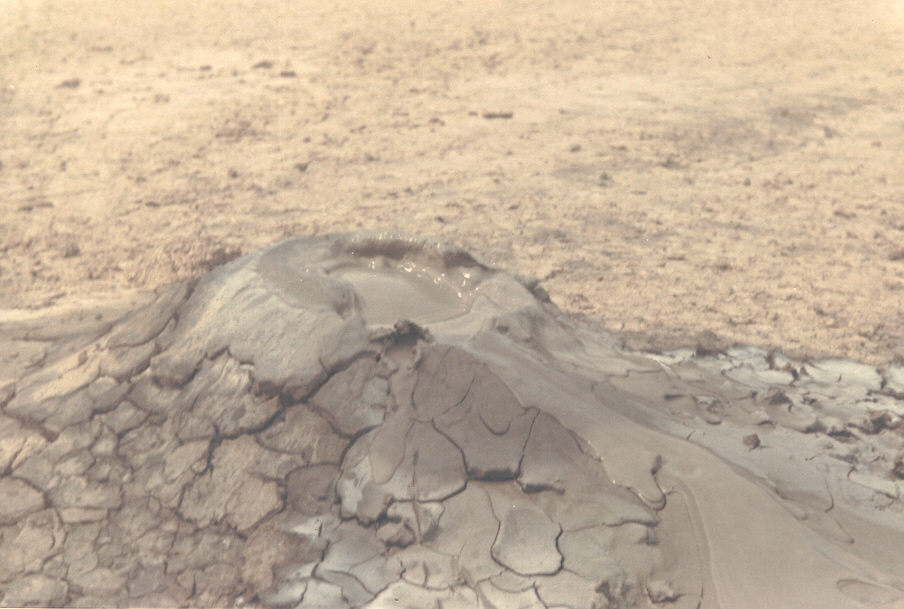
Volcán de Yagrumito

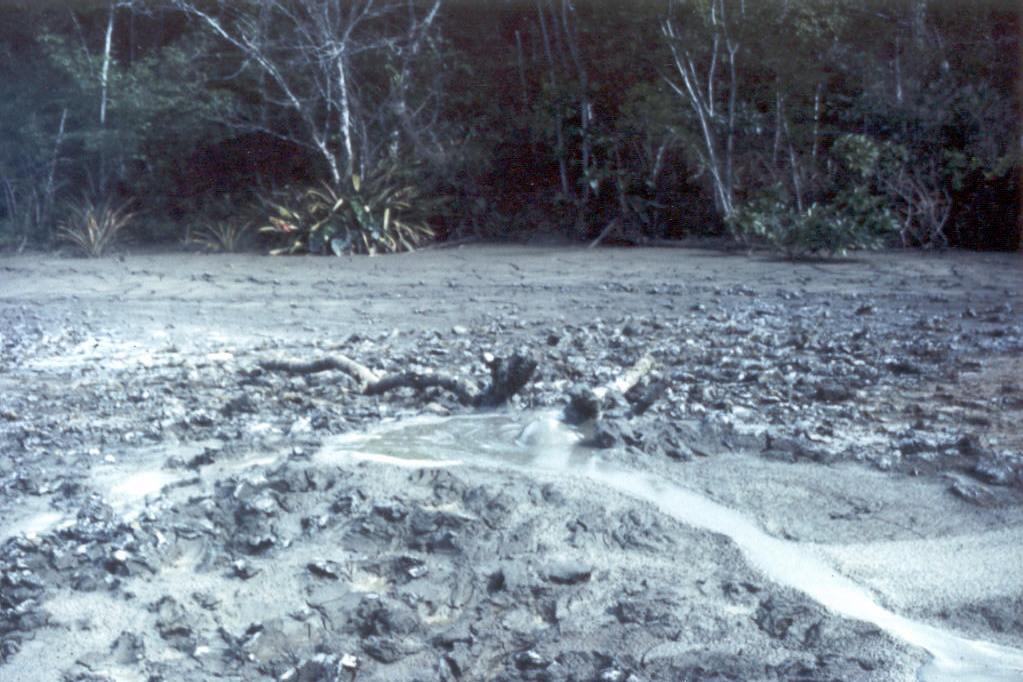
Volcán en 1967

El volcán de Yagrumito es un volcán de lodo ubicado a 6 km al sureste de la ciudad de Maturín, en el estado Monagas, Venezuela.
El área donde se encuentra el llamado pequeño "volcán de Maturín", fue antiguamente lecho o cauce del río Orinoco, en la época del holoceno. Esta formación natural ha venido promoviendo la curiosidad de estudiosos y personas en general, por lo cual se ha convertido en un motivo de atracción turística.

## Características
Es de unos 2 o 3 m de altura relativa y ocupa unos 2000 m² (incluyendo las charcas de lodo y los barrizales sin vegetación) aunque el cono solamente no debe pasar de unos 400 m². La abertura del cráter tiene unos 50 cm de diámetro. Las distintas épocas de sequía y de lluvia también inciden en la altura del cráter: la altura se eleva en la época de sequía y desciende durante la de lluvias al contribuir en mayor grado a la hidratación del lodo. En Venezuela existe una gran cantidad de estas estructuras diapíricas, en el Estado Monagas principalmente, entre ellos el volcán de Yagrumito o “El hervidero” como comúnmente es conocido, localizado según las coordenadas U.T.M al Norte: 1074870 y Este: 493730 respectivamente.
Se concluyó que el volcán de lodo tiene una elevación de 247 metros de altura, se encuentra rodeado por una vegetación muy característica denominada (Cují). Se pudo establecer una relación geobotánica debido a la vegetación característica presente en los volcanes de barro, ya que estos modifican el ecosistema vegetal, el flujo del lodo es constante y su pendiente es cambiante, la humedad es mayor al resto del área por ser este de composición arcillosa (2). Es importante resaltar el papel fundamental que se asocia a la complejidad tectónica que posee la parte nororiental de Venezuela y su relación con la inversión de los sedimentos debido a la densidad que presenta
El origen de este volcán está en la presencia de bolsones de gas natural y no de movimientos de magma como en los volcanes tradicionales, constituyendo así una muestra de vulcanismo sedentario.